# Denis Vieru

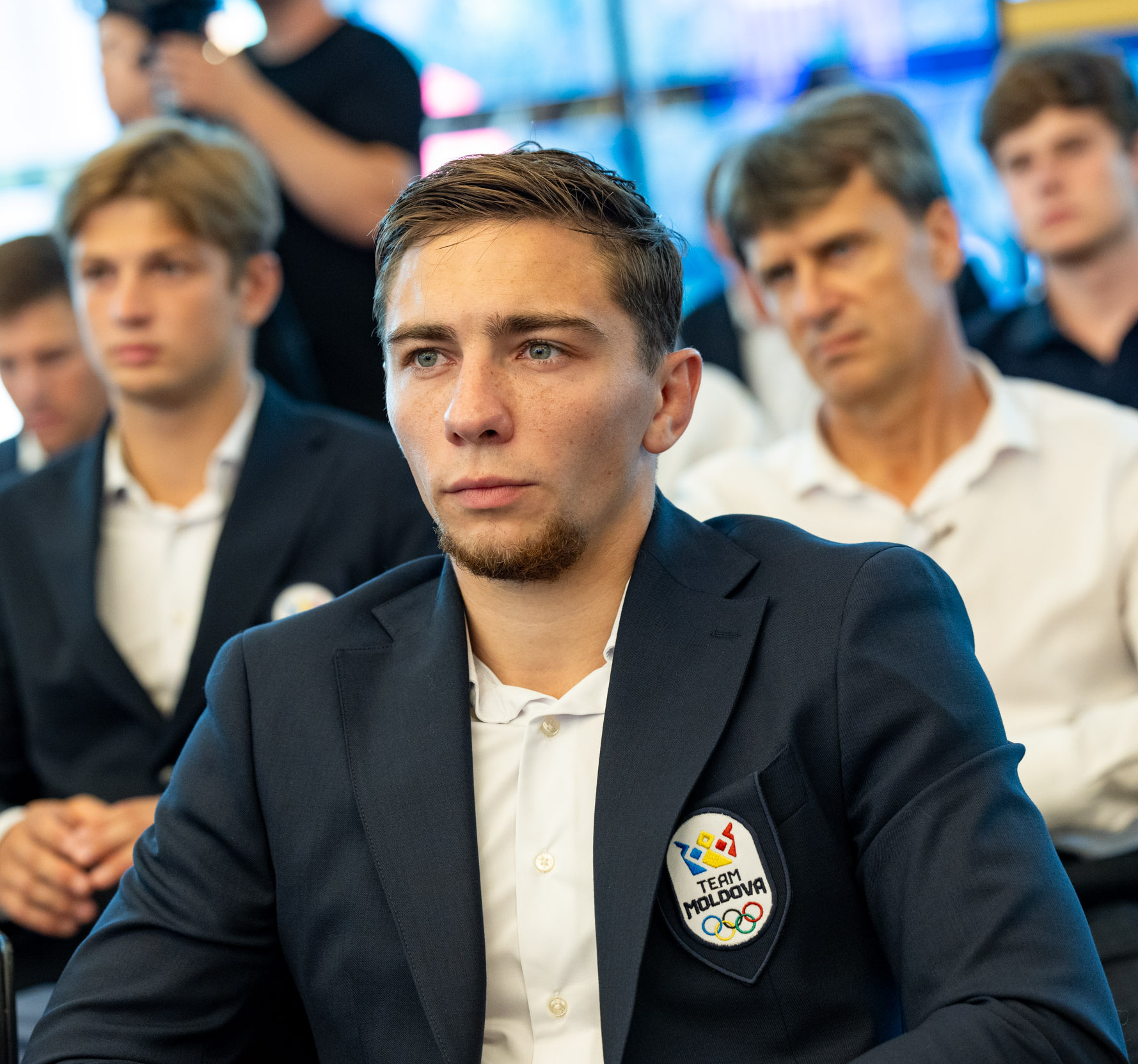
Denis Vieru

Denis Vieru (* 10. März 1996 in Chișinău) ist ein moldauischer Judoka. Er gewann bei den Judo-Weltmeisterschaften 2019 und 2022 eine Bronzemedaille und wurde 2023 Europameister. Bei den Olympischen Spielen 2024 in Paris gewann er die Bronzemedaille.

## Karriere
Vieru gewann 2015 eine Bronzemedaille im Superleichtgewicht bei den Junioren-Europameisterschaften. Seit 2016 kämpft er im Halbleichtgewicht, der Gewichtsklasse bis 66 Kilogramm. 2016 siegte er in dieser Gewichtsklasse bei den U23-Europameisterschaften, im Jahr darauf belegte er den fünften Platz. Bei den Weltmeisterschaften 2018 in Baku schied er im Achtelfinale gegen den Japaner Hifumi Abe aus.
Im Februar 2019 siegte er beim Grand Slam in Paris, im Mai folgte ein Sieg beim Grand Slam in Baku. Bei den im Rahmen der Europaspiele 2019 in Minsk ausgetragenen Europameisterschaften unterlag Vieru im Viertelfinale dem Georgier Bagrat Niniaschwili und belegte am Ende den fünften Platz. Bei der Universiade in Neapel gewann er im Finale gegen den Japaner Ranto Katsura. Im August 2019 bezwang er im Viertelfinale der Weltmeisterschaften in Tokio den Italiener Manuel Lombardo. Im Halbfinale unterlag er dem Südkoreaner Kim Lim-hwan, den Kampf um Bronze gewann er gegen den Mongolen Jondonperenlein Baschüü. Ein Jahr später unterlag Vieru im Viertelfinale der Europameisterschaften 2020 in Prag dem Serben Strahinja Bunčić. Mit Siegen über den Deutschen Sebastian Seidl und den Georgier Wascha Margwelaschwili erkämpfte Vieru eine Bronzemedaille. Bei den Olympischen Spielen in Tokio schied Vieru im Achtelfinale gegen den Brasilianer Daniel Cargnin aus.
2022 siegte Denis Vieru bei den Grand Slams in Antalya und in Tiflis. Bei den Europameisterschaften in Sofia und den Weltmeisterschaften in Taschkent erkämpfte er jeweils eine Bronzemedaille. 2023 gewann er den Titel bei den Europameisterschaften in Montpellier. 2024 folgte die Bronzemedaille bei den Olympischen Spielen in Paris.

## Auszeichnungen
- EJU Fairplay Award 2023[2]